# Chapelle de Lenoux
La chapelle de Lenoux est une chapelle située sur le territoire de la commune de Laives dans le département français de Saône-et-Loire et la région Bourgogne-Franche-Comté.

## Historique
La chapelle a été fondée en 1484 par Jehan Geliot, né à Laives et curé de l’église Saint-Symphorien de Touches près de Mercurey. 
Elle a fait l'objet d'une inscription au titre des monuments historiques le 5 juillet 1996.

## Description
La chapelle se compose d'une seule travée voûtée d'ogives, éclairée par une baie en arc brisé dans le mur du chevet ; la façade était ornée de statues, dont il ne subsiste que celle représentant saint Fiacre. L'intérieur est décoré de peintures murales : la Messe de Saint-Grégoire; saint Etienne avec le fondateur de la chapelle à sa gauche.
L'intérieur de la chapelle de Lenoux a été restauré ; la commune de Laives a été lauréate du Prix régional du patrimoine en 2013 pour cette restauration.